# 永田清 (地方公務員)
永田 清（ながた きよし、1949年または1950年 - ）は、日本の地方公務員。初代東三河担当愛知県副知事、名古屋高速道路公社理事長を歴任。瑞宝中綬章受章。

## 人物・経歴
1970年愛知県立半田高等学校卒業。1974年名古屋大学法学部卒業。2007年4月 小出義光の後任として農林水産部長、2010年4月 同職を小出茂樹と交代し島田孝一の後任として総務部長、2011年から東三河常駐の初代愛知県副知事を務め、東三河県庁構想にあたるなどした。2015年任期満了退任、名古屋高速道路公社理事長。

## 栄典
2020年4月 令和2年秋の叙勲で地方自治功労により瑞宝中綬章を受章